# Miroslav Čačković
Miroslav pl. Čačković-Vrhovinski (Zagreb, 28. rujna 1865. – Zagreb, 29. lipnja 1930.), hrvatski kirurg, profesor, pisac, rendgenolog

## Školovanje i profesionalni uspon
Završio je Klasičnu gimnaziju u Zagrebu 1883. godine. Kao sin uglednog liječnika Vladoja Čačkovića koji je 1874. sazvao osnivački odbor Sbora liječnika kraljevine Hrvatske i Slavonije, Miroslav Čačković za svoj životni poziv odabire upravo medicinu. Studij u Beču uspješno privodi kraju 1895.
Po povratku u Zagreb Čačković dolazi u Bolnicu milosrdnih sestara gdje surađuje i uči od kirurga Teodora Wickerhausera. U istoj će bolnici u kojoj do 1905. radi kao mladi liječnik, Čačković provesti čitav svoj radni vijek. Od 1905. do 1914. vrši dužnost primariusa, a od 1914. do 1928. šefa odjela kirurgije. 1908. postaje fizik Zagrebačke županije.
Čačković je u Hrvatskoj ostao zapamćen po nizu operacija na području abdominalne kirurgije i neurokirurgije. 1911. godine je, zajedno s Vojislavom Subotićem, pokrenuo jugoslavenske sastanke za operativnu medicinu. Bio je i jedan od prvih rendgenologa na ovim prostorima.

## Medicinski fakultet u Zagrebu
U siječnju 1917. godine Čačković objavljuje članak u Liječničkom vjesniku u kojem traži osnutak medicinskog fakulteta pri Sveučilištu u Zagrebu. Njegov tekst postaje poticaj zastupniku Milanu Rojcu koji prijedlog podnosi Hrvatskom saboru. Već krajem iste godine odlukom Hrvatskog sabora počinje upis studenata i održavanje nastavne djelatnosti na Medicinskom fakultetu u Zagrebu.
Čačković je početkom 1918. izabran za prvog dekana fakulteta. Akademske godine 1918./1919 uslijedio je reizbor, a dužnost je još jednom obavljao i ak. god. 1924./1925 1918. godine napreduje u zvanje redovitog profesora kirurgije. Uz kirurgiju je predavao i predmet Kirurška propedeutika i njega bolesnika.

## Društveni angažman
Čačković je bio aktivni član društva u brojnim aspektima. Od 1921. do 1929. predsjeda odborom Centralne akademske menze, a od 1924. do 1929. vrši dužnost predsjednika Pučkog sveučilišta. Radio je i u đačkom domu, Udruženju visokoškolskih nastavnika, Prosvjetnom savezu i Državnom sanitetskom savjetu.
Bio je član sljedećih društava:
- Zbor liječnika Hrvatske, Slavonije i Medjumurja (predsjednik)
- Matica hrvatska
- Društvo za spasavanje (osnivač)
- Jugoslavensko lekarsko društvo (predsjednik)
- Jugoslavensko akademsko potporno društvo
- Srpsko lekarsko društvo (srp.)
- Slovensko zdravniško društvo (slov.)
- Spolka Českých Lékařů v Praze (češ.)
- Spolka Českých Mediku v Praze (češ.)

## Pisani opus
Miroslav Čačković je u svjetskim medicinskim časopisima s početka 20. stoljeća objavio veliki broj stručnih i znanstvenih članaka iz područja medicine, od kojih se ističu radovi o kirurgiji, čiru na želucu, izravnoj masaži srca i laparotomiji. Niz godina je obavljao dužnost glavnog urednika Liječničkog vjesnika.
Uz medicinske Čačković piše i književne uratke, objavljujući ih pod pseudonimom Ladislav Ladanjski.

## Izabrana djela
- časopis Liječnički vjesnik (urednik, 1897. – 1905., 1911., 1915., 1916. – 1917., 1929., 1930.)
- Rad sbora liečnika kraljevina Hrvatske i Slavonije prigodom proslave 25. godišnjice njegovog obstanka (urednik, 1899.)
- Spomenica dru. T. Wickerhauseru k dvadesetpetogodišnjici rada u Bolnici milosrdnih sesatara u Zagrebu (urednik, 1910.)
- Prva pomoć kod nezgode i naglog oboljenja (1927.)
- O anamnezi naročito onoj u kirurgiji (1928.)
- Iz liječnikove duše, crtice